# Friedrich Oechsner
Friedrich Oechsner, auch Fritz Oechsner (* 29. September 1902 in Würzburg; † 20. oder 21. Jahrhundert) war ein deutscher Volkswirt, Bankdirektor und Maler.

## Werdegang
Friedrich Oechsner war während der Zeit des Nationalsozialismus in der Wirtschafts- und Statistikabteilung der Reichsbank tätig.
1952 war er Vorstandsmitglied der Landeszentralbank Württemberg-Hohenzollern. Zum 1. September 1959 wurde er vom Präsidenten der Deutschen Bundesbank Karl Blessing zum weiteren Vizepräsidenten der Landeszentralbank Bayern ernannt. Er trat zum 30. September 1967 in den Ruhestand.
Während seines Studiums wurde er Mitglied der Akademisch-Musikalischen Verbindung Würzburg.
Oechsner erlernte autodidaktisch das Malen und belegte Zeichenkurse bei Heiner Dikreiter. Er schuf Illustrationen und trat nach seinem Ruhestand in die Münchner Künstlergenossenschaft ein.

## Ehrungen
- 1967: Großes Verdienstkreuz der Bundesrepublik Deutschland